# Debre Werq
Debre Werq, Debre Work ou Debrework (« montagne d'or » en amharique) est une ville de l'ouest de l'Éthiopie, dans la zone de Misraq Godjam (Est-Godjam), dans la région Amhara. Elle se trouve à 6° 52′ N, 35° 31′ E et à 2 489 mètres d'altitude. En 2005, sa population était estimée à 13 908 habitants, ce qui en fait la ville la plus peuplée de la woreda d'Enarj Enawga.
La ville compte notamment une église et un monastère orthodoxes dédiés à la Vierge Marie. La ville de Debre Werq est mentionnée dans les sources écrites dès le XVIIe siècle. Son premier visiteur occidental pourrait avoir été Charles Tilstone Beke en 1842.